# Dail Villanueva
Dail José Villanueva es un pelotero de béisbol profesional (nacido en Caracas, Distrito Capital, Venezuela el 23 de septiembre de 1984), es lanzador de La Liga Venezolana de Béisbol Profesional (LVBP), para Los Leones del Caracas.

## Carrera del béisbol en la LVBP
El 14 de octubre de 2011, Villanueva hizo su debut profesional como lanzador por la organización de los Tiburones de La Guaira. Él se fue de un (1) Juego Ganado y cero (0) perdidos, con una efectividad de 6.35 durante los 9 partidos, Lanzó 5.2 Inning, Permite 4 Hit, 4 carreras, 4 carreras limpias, 0 Home run, 0 Base por bolas, 0 Strikeout, WHIP 2.294, que lanzó en la temporada.
El 20 de octubre de 2012, Villanueva lanza para la organización de los Tiburones de La Guaira, un (1) solo Inning y fue relevado, el cual los números quedaron para esa temporada, (0) Ganado  y cero (0) perdidos, con una efectividad de 9.00, Lanzó 1.0 Inning, Permitió 0 Hit, 1 carreras, 1 carreras forzada, 0 Home run, 5 Base por bolas, 0 Strikeout, WHIP 5.000, no apareció más en la temporada.
En ligas menores llegó hasta Clase a Avanzada, siendo su última actuación en el año 2013 donde tuvo 0 ganados 2 perdidos con 11.74 de efectividad, aunque en el 2012 tuvo 10 ganados y siete perdidos con 4.29 de efectividad.
Fue dejado libre en el 2014 por Tiburones y aparece como jugador de Caribes de Anzoátegui aunque sin números a la vista para 2015.
14 de octubre de 2015 Villanueva, de 25 años, entra en el roster semanal de Leones y de fue utilizado contra los zurdos, uno de los problemas que tuvo Leones del Caracas la primera semana de la temporada 2015-2016.
El 15 de octubre de 2015, Villanueva lanza para la organización de los Leones del Caracas, siendo su última actuación 22 de noviembre de 2015, donde tuvo, 1 juego ganado 1 perdidos con 11.57 de efectividad, apareció en 6 juegos, Lanzó 2.1 Inning, Permitió 4 Hit, 3 carreras, 3 carreras forzada, 1 Home run, 3 Base por bolas, 1 Strikeout, WHIP 3.000, no apareció más en la temporada.